# Samuel Iperusz. Wiselius

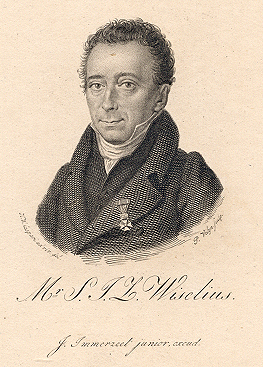
S.I. Wiselius in 1815, nadat hij was geridderd

Samuel Iperusz. Wiselius (Amsterdam, 4 februari 1769 - aldaar, 15 mei 1845) was een zeer veelzijdig man. Gedurende zijn leven was hij een vooraanstaand politicus, dichter, publicist, toneelschrijver, geschiedkundige en later lange tijd politiecommissaris van Amsterdam. Als vooraanstaand Amsterdams patriot speelde hij een actieve rol bij de gebeurtenissen in het laatste decennium van de achttiende eeuw. Zo werkte hij mee aan de administratieve opheffing van de VOC en aan de onderhandelingen over de Kaapkolonie. Wiselius was van jongs af aan een echte netwerker. Hij correspondeerde met vrijwel alle kopstukken ten tijde van de Bataafse Republiek. Zonder zijn zorgvuldig bewaarde correspondentie zou het latere historische onderzoek naar de Bataafse Tijd minder volledig zijn.

## Biografie
Samuel Iperus was de enige zoon van Iperus Wiselius (1736-1793), een patriottische koopman in olie en traan, die gevestigd was aan de Nieuwezijds Kolk en Johanna Aleida van Heekeren (gestorven 1825). Zijn vader, vernoemd naar zijn oom Iperus Ameland, had een grote historische en literaire belangstelling.
Op jeugdige leeftijd gaf hij zijn zoon zelf onderwijs in de geschiedenis. Dit werd serieus aangepakt. Op zijn twaalfde jaar had Samuel al de geschiedkundige werken van Jan Wagenaar, Millot en Robertson gelezen en wat belangrijker was, er uittreksels van gemaakt die hij voorlas aan zijn vader en zijn oom Jan Wiselius. Op veertienjarige leeftijd was hij meer dan oppervlakkig bekend met de werken van Hugo de Groot, Simon van Slingelandt, Montesquieu en Jean Barbeyrac. In 1786, hij was toen zeventien, schreef hij de eerste versie van zijn Tafereel van de Staatkundige verlichting der Nederlanden, een werk dat na herbewerking in 1793 in 1828 in Brussel werd uitgegeven.
Zijn vader was tijdens het beleg van Amsterdam in 1787 door het Pruisische leger kolonel van het groene regiment van de Amsterdamse schutterij. Van zijn vader is een portret uit deze periode bewaard gebleven.
Samuel volgde zijn middelbaar onderwijs aan de Latijnse school in Amsterdam. Hier raakte hij zeer goed vertrouwd met het Oud-Grieks en Latijn. De rector, Richeus van Ommeren bracht hem de liefde voor de Latijnse dichtkunst bij. Na de Latijnse school volgde hij in zijn woonplaats nog een jaar de colleges van Daniël Wyttenbach aan het Athenaeum Illustre. Vanaf 1786 studeerde Wiselius rechten en klassieke talen aan de Universiteit van Franeker. Hij raakte hier goed bevriend met de patriottische hoogleraren Johan Valckenaer en Theodorus van Kooten. Waarschijnlijk vertrok Wiselius eind mei 1787 vanwege het verbod van de Friese Staten voor studenten en hoogleraren om deel te nemen aan vrijcorpsen en exercitiegenootschappen.
Op 29 mei 1787 liet hij zich aan de Universiteit van Leiden inschrijven voor de rechtenstudie. Daar volgde hij onder andere colleges bij Ruhnkenius en van der Keessel. In 1788 was Wiselius de oprichter van de semi-maçonnieke broederschap L'Infanterie des Cinq Sabres, een flirt met de vrijmetselarij. In deze verkapte democratische club legde hij contacten met verschillende leeftijdgenoten en latere Bataafse prominenten, waaronder als belangrijkste Cornelis Felix van Maanen, die in het begin van de negentiende eeuw decennia lang minister van Justitie zou zijn. Tussendoor volgde hij in 1789 nog enige tijd colleges in de letteren en rechten aan de universiteit van Göttingen, een bolwerk van de Verlichting. Na een reis door Duitsland keerde hij vervolgens naar Leiden terug, waar hij op 6 november 1790 promoveerde in de rechten.
Vervolgens vestigde hij zich als advocaat in Amsterdam. Hij werd toegelaten aan het Hof van Holland. Op 3 mei 1791 trad Wiselius in de echt met Suzanna Le Poole (1772-1813). Uit dit huwelijk werden vijf zoons en zes dochters geboren. Wiselius trok volle zalen met een drietal lezingen voor het leesgenootschap Doctrina et Amicitia, dat bijeenkwam in de Kalverstraat.

### De Bataafse Republiek
Toen de Franse troepen in november 1794 tot de grote rivieren waren genaderd, stond Wiselius vooraan om de stadsregering in het nabijgelegen stadhuis op de Dam te kennen te geven dat het tijd was om te gaan. Wiselius en Nicolaas van Staphorst maakten in januari 1795 deel uit van het Amsterdams Comité Revolutionair dat het stadhuis bezette. Wiselius pleitte voor een geheel nieuw bestel, met een krachtigere centrale leiding. Hij nam duidelijk afstand van de Unie van Utrecht, dat volgens hem slechts een zwak, weinig samenhangend, veelszins nutteloos en schier dagelijks geschonden tractaat was. De Provinciale Staten zouden tot slechts administratieve besturen worden teruggebracht.
In 1796 werd hij benoemd als lid van het Committé tot den Oost-Indische Handel en Bezittingen, evenals Wybo Fijnje met wie hij twee jaar later ruzie kreeg. Het comité had de opdracht een standpunt te formuleren over de failliete VOC, machtssymbool van het "ancien regime".
De VOC werd genationaliseerd, de zogenaamde buitenkamers (VOC-Kamer Delft, Enkhuizen en Hoorn) werden opgeheven en de overtollige werknemers ontslagen. In 1801 zette Wiselius G. Titsingh, een voormalige VOC-bewindhebber, in een pamflet voor schut. Het gevolg was dat Wiselius niet opnieuw werd benoemd in de Raad van Aziatische Bezittingen en Etablissementen. Wiselius was woedend en beschuldigde zijn voormalige collega's van wanbeheer. Wiselius had meer ontzag voor Dirk van Hogendorp, de voorloper van Multatuli. Tussen 1802 en 1806, na de Vrede van Amiens, was hij commissaris van de Geoctrooieerde Afrikaanse Visscherij Sociëteit inzake walvisvangst op de kusten van de Kaapkolonie.

### Betrokkenheid bij de staatsgrepen van 1798
Hoewel Wiselius via het blad 'De Uitkijk' nauw betrokken was bij de plannen om de Tweede Nationale Vergadering ertoe te brengen een nieuwe grondwet te aanvaarden, die gebaseerd zouden zijn op de principes van de eenheidsstaat, nam hij zelf niet actief deel aan de Unitarische staatsgreep van 22 januari 1798. Hij distantieerde zich daarna ook van het radicale Uitvoerend Bewind en weigerde verzoeken om functies te bekleden, zoals die van Agent van Marine. Wel liet hij zich op 2 maart 1798 op voorspraak van zijn vriend Theodorus van Kooten benoemen tot een van de vier directeuren van de Amsterdamse Schouwburg.
In april 1798 onderhandelde hij in Parijs met de Franse minister van Buitenlandse Zaken Charles Maurice de Talleyrand. Hij hoopte met Franse hulp de radicale koers van het Uitvoerend Bewind te kunnen temperen. Mede dankzij 'officiële' steekpenningen (bedoeld voor andere zaken) wist hij enige toezeggingen van Talleyrand te krijgen. Wiselius' strategie werd echter doorkruist door de voor hem onverwachte, door Gogel georganiseerde staatsgreep van 12 juni 1798. Het nieuwe meer gematigde, Moderate Uitvoerend Bewind bezag hem na zijn terugkomst uit Parijs met scepsis. Ook had hij door zijn handelingen eerder dat jaar deels het vertrouwen van zijn meer radicale vrienden verloren. Vanaf de tweede helft van 1798 was zijn rol in het centrum van de macht uitgespeeld.

### Het koninkrijk Holland
De benoeming van Lodewijk Napoleon als koning leidde in 1806 tot heftige protesten. Ook Wiselius weigerde zijn diensten aan "den heer Bonaparte" aan te bieden. De ambteloze Wiselius legde zich toe op zijn hobby's: geschiedenis en het schrijven van toneelstukken en dichten. Er is lange tijd gesuggereerd dat niet Maria Aletta Hulshoff, maar Wiselius het radicale pamflet met de titel Oproeping aan het Bataafse volk schreef.

### Politie

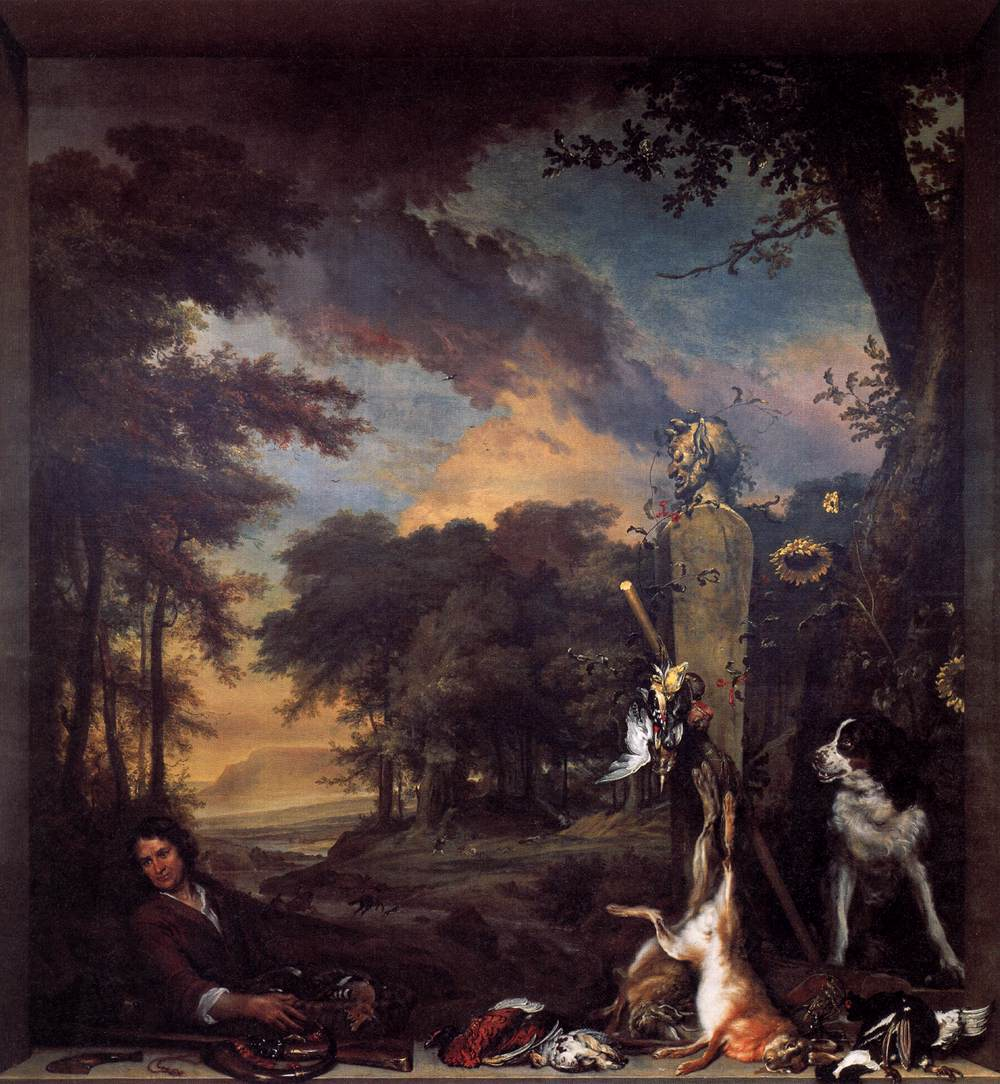
Jachttafereel van Jan Weenix, in 1923 onderhands verkocht aan W.R. Hearst voor zijn kasteel Hearst Castle aan de Californische kust

In 1813 werd Wiselius weduwnaar. Zijn vrouw overleed op 41-jarige leeftijd. Wiselius bleef achter als vader van tien jongste kinderen, in leeftijd variërend van 10 maanden tot 22 jaar. Gelukkig leefde zijn eigen moeder nog. Mede vanwege het recente overlijden van zijn vrouw weigerde hij een benoeming in Nederlands-Indië.
In 1814 werd Wiselius in Amsterdam aangesteld als directeur van de Politie. Zeer waarschijnlijk zat de minister van justitie van Maanen achter deze benoeming. In hoge kringen was deze benoeming niet onomstreden. Wiselius leek niet de meest aangewezen persoon voor deze functie. In zijn nieuwe functie bemoeide Wiselius zich onder ander met de hervorming van de schutterij. In 1815 werd Wiselius door koning Willem I geridderd. In 1828 stelde Wiselius voor de straatverlichting te verbeteren, want er liepen bij mist vaak mensen de gracht in.
Als directeur van politie zond Wiselius wekelijks een rapport aan zijn superieur, de minister van Justitie, van Maanen. Punten van aandacht in deze rapporten waren onder andere de Opstand in België (na 1830) en de dreigende kerkscheuring in de Hervormde Kerk, de afscheiding van 1834 die in Amsterdam onder leiding stond van Isaac da Costa (na 1834). De politie opereerde in die tijd vanuit het voormalige Spinhuis op de Oudezijds Achterburgwal.
Het schrijven van brieven achter zijn bureau vormde blijkbaar het hoofdbestanddeel van zijn werkzaamheden. Na de grote brand in de Ronde Lutherse Kerk in september 1822 schreef hij woedende brieven aan de commissaris van de koning en de burgemeester over de gang van zaken en met name over het optreden van de schutterij. De commissaris antwoordde, dat er te veel passie in 's mans betoog zat en de burgemeester, die gedurende de brand ter plaatse was geweest schreef terug, dat hij Wiselius daar had gemist. In 1835 raakte Wiselius in opspraak naar aanleiding van de zogenaamde Soeploodsoproeren op de Herenmarkt en in de Jordaan. Wiselius was wederom niet persoonlijk op het toneel verschenen, maar had het overgelaten aan een commissaris. Hierop kwam er kritiek op het functioneren van de burgemeester en de directeur van de Politie. De burgemeester, Frederik van de Poll moest aftreden. Zijn oude vriend Van Maanen, na koning Willem I verreweg de machtigste man in het land, wist Wiselius echter de hand boven het hoofd te houden.
Wiselius nam uiteindelijk zelf ontslag in 1840. Hij was toen 71 jaar. Hij was 26 jaar directeur van Politie in Amsterdam geweest. Zijn functie als secretaris van de letterkundige afdeling van het KNI hield hij nog enkele jaren aan.

#### Bemoeienis met de kunsten
In 1817 werd hij als secretaris en opvolger van Willem Bilderdijk benoemd bij het Koninklijk Instituut van Wetenschappen, de voorloper van de KNAW. Wiselius woonde toen op de Kloveniersburgwal. Niet Lodewijk Napoleon, zoals een hardnekkige legende rondom het huis op Nieuwe Herengracht 99 vermeldt, maar Gustaaf IV, de afgezette en verbannen Zweedse koning, hoogst geïnteresseerd in de Romantiek en Het Réveil, kwam in 1824 bij Wiselius op bezoek om een aantal beroemde schilderijen te bekijken.
In de zaal op de eerste verdieping hingen vijf vaste schilderijen (of behangsels) met jachttaferelen van Jan Weenix. Het pand was altijd in trek geweest bij gefortuneerde en illustere kunstliefhebbers, zoals Hendrik Gravé, Isaac de Pinto, Willem Sautijn en Jan van Meekeren. De jachttaferelen van Jan Weenix zijn in 1923 onderhands verkocht aan de krantenmagnaat W.R. Hearst voor zijn kasteel aan de Californische kust en vervolgens verspreid geraakt.
In 1821 hebben Wiselius en vrienden de tekst van het oudste charter van Amsterdam, daterend uit 1275, gepubliceerd.

### Nalatenschap
Wiselius was zich bewust van zijn rol bij de historische gebeurtenissen in de decennia rond de eeuwwisseling. In zijn testament benoemde hij een van zijn schoonzoons, de classicus en arts, P. van Limburg Brouwer tot officieel biograaf. J.R. Thorbecke liet zich tamelijk negatief uit over de auteur en zijn onderwerp in zijn Historische Schetsen.

## Werken (selectie)
- Wederlegging van het Nader request en de zogenaamde Memorie adstructief van Mr. H. C. Cras, W. Willink en D. M. van Gelder de Neufville, aan het staats-bewind der Bataafsche Republiek, ingediend van wegen eenige participanten in de gewezen Oost-Indische Compagnie. Wiselius, Samuel Iperuszoon / Willem Holtrop / 1803
- Beroep van mr. S.Iz. Wiselius, lid van den Raad der Asiatische Bezittingen en Etablissementen, op het Bataafsche volk, ter zake van den inhoud eens briefs door het wetgeevend ligchaam van het Bataafsch gemeenebest aan het staats-bewind der Bataafsche Republiek, gezonden ten geleide van de toestemming in de begroting der staats-behoeften over den jaare 1804. Wiselius, S.Iz. / W. Holtrop / 1804
- Geschiedenis van Oud-Griekenland / J. Del. de Sales ; in het Nederduitsch vert. en met aanm. en bijvoegzelen verm. door Samuel Iperuszoon Wiselius ; 1808-1817
- Berijmde vertaling van het XIVde hoofdstuk van den propheet Jesaia. Wiselius, S.Iz. / Hendrik Gartman / 1813
- Berijmde vertaling van den lierzang van Habakuk, zijnde het 3de hoofdstuk diens propheets. Wiselius, S.Iz. / H. Gartman / 1815
- De staatkundige verlichting der Nederlanden, in een wijsgeerig-historisch tafereel geschetst : een geschrift van den jare 1793. Wiselius, Samuel Iperuszoon / 2e dr / Brest van Kempen / 1828
- Proeve over de verschillende regeringsvormen, in derzelver betrekking tot het maatschappelijk geluk / door S.I.Z. Wiselius (1831)